# 行政区 (中华人民共和国)
行政区、行署区:114，即行政公署管辖的区域，是中国已废止的行政区单位。
第二次国共内战初期，中共政权控制的解放区被国统区所分割。出于现实环境的需求，中共政权在一省之内，设立行政公署一级组织，领导地方政权，其管辖区域即是行署区。
1949年4月，随着解放军的军事胜利，中共政权攻占江苏、安徽两省。根据当地实际情况，未设立省级人民政府，而是分设四个行政公署。年底，解放军攻占四川后，亦是如此。在包括今重庆市在内的四川全省，分设四个行政公署。
中华人民共和国建立之初，山东省人民政府公报以行政区为行政区单位名称。其它地方志或使用行署区一名:114。中华人民共和国行政区划体系中，大行政区为一级行政区，省为二级行政区。共有八个与省同级的行政区，即省级行署区。其中，原江苏、安徽两省的四个行政区直属华东军政委员会，即后来的华东大行政区。原四川省的四个行政区直属西南军政委员会，即西南大行政区。此外，亦有省属行政区，其下管辖专区、直属市。山东省的三个省属行政区，随着山东省人民政府在1950年6月1日正式撤销全省的行政公署而废止，其余省份不详。
1952年，全国大范围的调整行政区划。当年8月7日，中央人民政府委员会第十七次会议决定，六个行政公署分别组建安徽省人民政府、四川省人民政府，重设安徽、四川两省。11月15日，中央人民政府委员会第十九次会议通过《关于调整省、区建制的决议》，苏南、苏北行政公署组建江苏省人民政府。重设江苏省后，省级行署区全部废止。

## 备注
1. 1 2  江苏省时分属苏南人民行政公署、苏北人民行政公署、中国人民解放军南京市军事管制委员会（后为南京市人民政府，管辖南京直辖市）。江苏省人民政府主席谭震林在1953年1月宣布江苏省人民政府正式成立的报告称，1949年取得江苏全境时，因苏北为革命老区，苏南为新解放区，故划分为两个行署区[4]。
安徽省时分属皖南人民行政公署、皖北人民行政公署。1949年2月，渡江战役前夕，中共中央鉴于未攻占皖南，决定暂不成立中共安徽省委，以长江为界，分设皖南区、皖北区[5]。
2. 1 2  四川省分属川东行政公署、川南行政公署、川西行政公署、川北行政公署。